# Martine Poupon
Martine Poupon (ur. 20 czerwca 1965) – francuska zapaśniczka walcząca w stylu wolnym. Zdobyła pięć medali mistrzostw świata w latach 1987 - 1992. Mistrzyni Europy w 1988 roku. Pierwsza na mistrzostwach Francji w latach 1984 i 1987-1992.